# هيرنان يانسن
هيرنان يانسن (بالإسبانية: Hernán Jansen) هو مبارز بالسيف فنزويلي، ولد في 6 مارس 1985 في كاراكاس في فنزويلا.

## وصلات خارجية
- هيرنان يانسن على موقع الاتحاد الدولي للمبارزة (الإنجليزية)
- هيرنان يانسن على موقع اللجنة الأولمبية الدولية (الإنجليزية)
- هيرنان يانسن على موقع أوليمبيديا (الإنجليزية)